# Whitworth-Gewinde

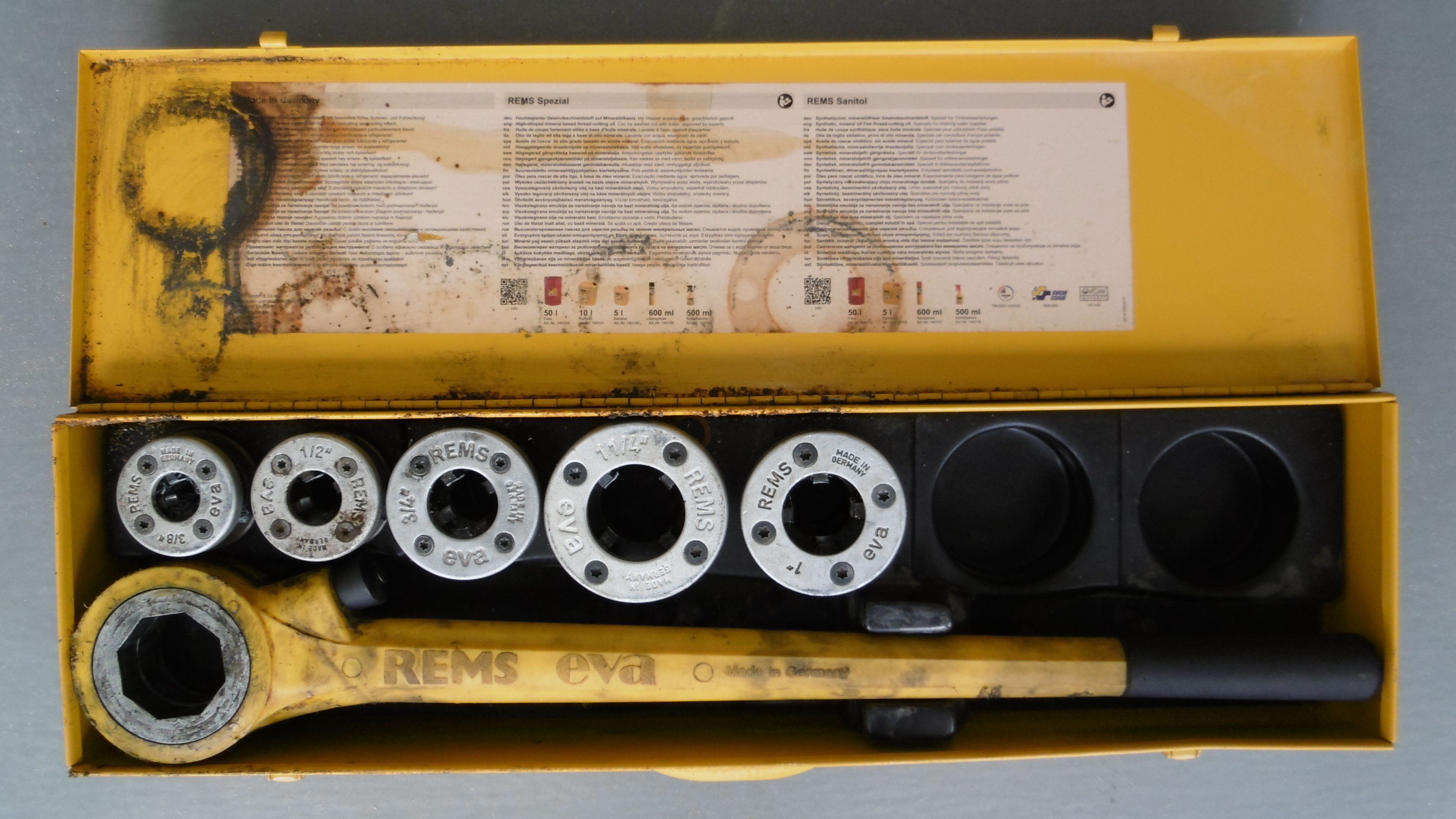
Schneidkluppe für Whitworth-Rohrgewinde

Das Whitworth-Gewinde, auch als Zoll-Gewinde bezeichnet, ist nach Sir Joseph Whitworth benannt, der es 1841 einführte. Es wurde das erste genormte Gewinde der Welt. In Deutschland war dieses Gewinde lange Zeit als DIN 11 und DIN 12 genormt. Es wird heute noch als British Standard Whitworth (BSW) und British Standard Fine (BSF) in Großbritannien und als British standard pipe thread (BSP) (Whitworth-Rohrgewinde) auch auf dem europäischen Festland angewendet. In Deutschland ist es noch als Rohrgewinde im Gebrauch.

## Whitworth-Schraubengewinde

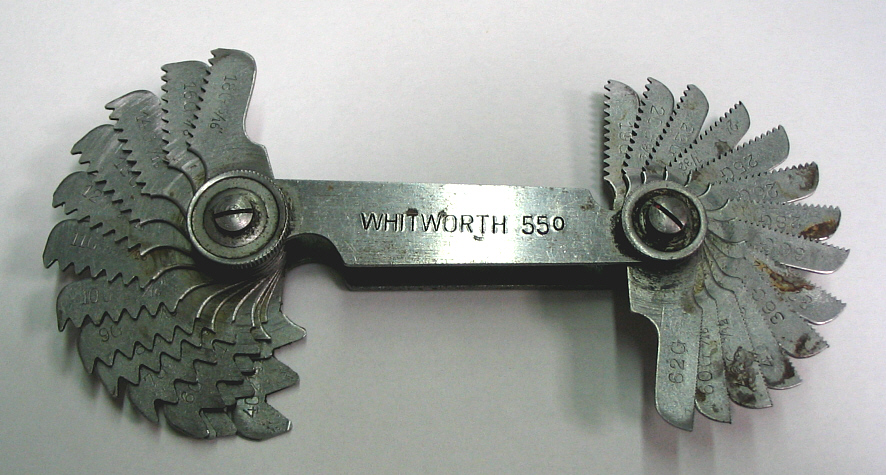
Gewindeschablone für Whitworth-Gewinde

Das Whitworth-Schraubengewinde ist das Pendant zum kurz metrisches Gewinde genannten Spitz-Gewinde. Beide enthalten ihren Außendurchmesser in den Kurz-Bezeichnungen: 1⁄4″ (Zollgewinde, entspricht 6,35 mm Außendurchmesser) bzw. M6 (metrisches Gewinde, 6 mm Außendurchmesser). Die Steigung wird – im Gegensatz zur Steigung je Umdrehung beim metrischen Gewinde – als Anzahl der Windungen je Zoll Gewindelänge angegeben: 1⁄4″ – 20 Gänge pro Zoll (entspricht 1,27 mm Steigung); M6 (x1) - 1 mm Steigung. Whitworth-Spitz-Gewinde hat 55° Flankenwinkel, metrisches 60°.
Die britische Norm BS 84 des Whitworth-Gewindes kennt die Typen BSW (Regelgewinde) und BSF (Feingewinde). Für Schrauben mit einem Außendurchmesser von unter einem viertel Zoll wurde sie ergänzt durch den British Association Screw Thread.
In der Tontechnik zum Beispiel wird zur Verschraubung von Mikrofonstativen unter anderem ein 3⁄8-Zoll-BSW-Gewinde eingesetzt.
Im Fahrradsattelbau wird teilweise ein 9⁄32-Zoll-Gewinde für die Federschrauben verwendet.

## Whitworth-Rohrgewinde

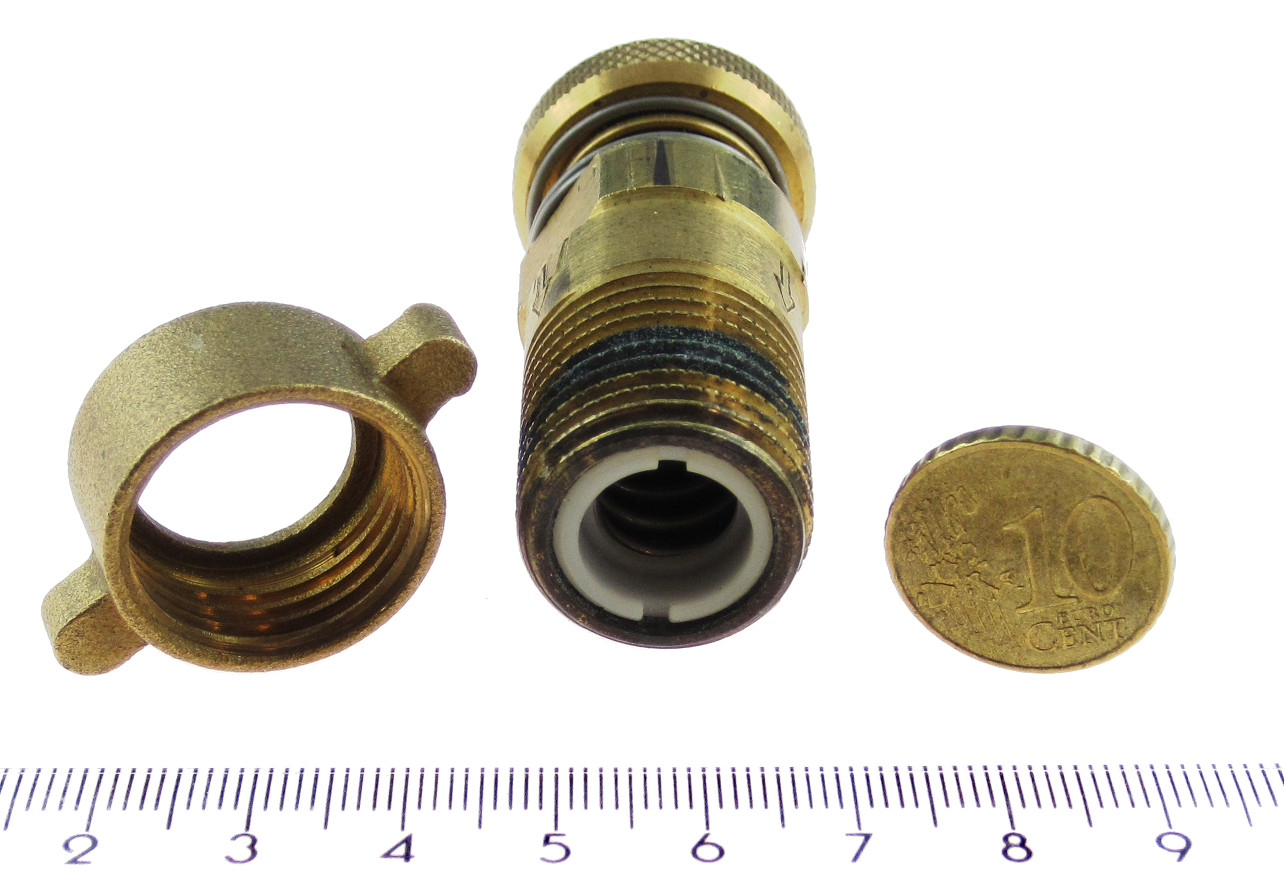
″ Rohrgewinde. Der Außendurchmesser (ungefähr 21 mm) entspricht dem einer 10-Eurocent-Münze.

Das Whitworth-Rohrgewinde ist für Verschraubungen von Rohren (Wasser, Öl, Gas, Druckluft) und dazu passenden Verbindungsteilen (Fittings) vorgesehen. Es wird in der Sanitär-, Heizungs- und Klimatechnik in der Regel als konisches Gewinde auf mittelschwere und schwere Gewinderohre nach EN 10255 (früher DIN 2440, 2441 und 2442) geschnitten, die bis zur Größe von 6 Zoll (DN 150) erhältlich sind, ab einer Größe von 2 Zoll aber seltener eingesetzt werden als die dann bevorzugten Flanschverbindungen.
Es wird zwischen kegeligen und zylindrischen Ausführungen von Whitworth-Gewinden unterschieden:

### Kegelige Gewinde
Kegelige Gewinde nach EN 10226 (alt DIN 2999) werden als im Gewinde dichtend eingestuft, dabei füllen sogenannte Dichtmittel (z. B. PTFE-Band/-schnur, Gewindekleber, Hanf mit nichtaushärtendem Dichtmittel z. B. nach DIN EN 751-Reihe) die trotz Verformung der Gewindegänge verbliebenen Hohlräume. Häufig wird es als „metallisch dichtend“ eingestuft, dies ist aber nur bei sehr kleinen Nennweiten und duktilen Material (Messing, Rotguss) der Fall. Dabei wird ein zylindrisches Innengewinde mit „Rp…“-Bezeichnung im Allgemeinen mit einem kegeligen (konischen) Außengewinde mit „R…“-Bezeichnung kombiniert (siehe unten). Ein seltener Sonderfall ist das kegelige (konische) Innengewinde mit „Rc…“-Bezeichnung. Der Nenndurchmesser des konischen Gewindes entspricht nach einigen Umdrehungen dem des zylindrischen Gegengewindes. Bei weiterem Anziehen verklemmen und verpressen sich die Gewinde ineinander und wirken so mit Dichtmittel im Gewinde dichtend bzw. für kleine Nennweiten und duktiles Metall metallisch dichtend. In der Regel werden solche „R-Gewinde“ vor dem Verschrauben zusätzlich mit Dichtmitteln wie Flüssigdichtung, Teflonband bzw. -schnur oder mit Dichtpaste in Verbindung mit Hanf als Dichtmittelträger versehen, um eventuell verbleibende Spalten zu füllen. Bei fachgerechter Anwendung von Hanf lässt sich die Verbindung zur Justage des Anschlussstückes bis zu einer Viertel-Umdrehung zurückdrehen, ohne dass Undichtigkeiten auftreten. Eine Dichtheitsüberprüfung ist nach der Montage oder Ausrichtung unerlässlich.

### Zylindrische Gewinde
Zylindrische Gewinde nach ISO 228-1 (Bezeichnung beginnt mit „G…“, früher bestand Verwechslungsgefahr, da das zugehörige Gewinde ebenfalls mit „R“ bezeichnet wurde) sind nicht metallisch dichtend. Sie sind mit einer zusätzlichen metallischen Dichtfläche oder ringförmigen Dichtung (Rundschnurring, O-Ring, Flachdichtring) zu versehen. Letztere kann beispielsweise außerhalb des Gewindes zwischen dem plangearbeiteten Rohrende und einem Bund verpresst werden. Dies vereinfacht die Installation. Voraussetzung sind jedoch maschinell bearbeitete Dichtflächen (flach, kegelig oder konvex). 
In zylindrische G-Innengewinde können kegelige R-Außengewinde dichtend verschraubt werden, da die gleichen Nennmaße gelten. Jedoch hat das zylindrische G-Innengewinde nach ISO 228-1 nur positive Abmaße, während bei der EN 10226 (alt DIN 2999) positive und negative Toleranzen vorgesehen sind, so dass sich kegelige R-Außengewinde in G-Innengewinde durchschnittlich etwa einen Gewindegang weiter einschrauben lassen.

### Herkunft der Zollangabe
Die in Zoll angegebenen Gewindegrößen entsprechen nicht dem jeweiligen Außendurchmesser des Rohres (der deutlich größer ist als das angegebene Zoll-Maß) oder des Gewindes. Ursprünglich bezog sich die Zoll-Größe auf den Innendurchmesser der damals verbreiteten Rohre aus Gusseisen. Bei einem Innendurchmesser von beispielsweise 1⁄2″ = 12,7 mm hatten sie einen Außendurchmesser von ungefähr 21 mm. Mit Einführung besserer Werkstoffe und Herstellungsmethoden verringerte sich die Rohrwandstärke. Damit die neuen Rohre zu den bereits vorhandenen Werkzeugen und Installationen kompatibel blieben, wurde der Außendurchmesser beibehalten, während sich der Innendurchmesser vergrößerte, so dass die Größenangaben in Zoll heute weder dem Innen- noch dem Außendurchmesser der Rohre entsprechen. Rohrgewinde ISO 228 BSP geht davon aus, dass ein Zoll ca. 33,25 mm entspricht.  
Messen von Rohrgewinden ist aus den oben genannten Gründen umständlich. Aus diesem Grund werden in der Praxis zur Bestimmung des Gewindes meist Gegenstücke mit bekannter Gewindegröße oder Schablonen verwendet.

## Anwendungen (Auswahl)

### Hausinstallation
Wasserinstallationen (Kalt- und Warmwasser) werden traditionell im Gewinde dichtendem Whitworth-Rohrgewinde ausgeführt. Heute werden zum Teil auch kompatible Kunststoffgewinde eingesetzt, überwiegend jedoch Löt-, Press- und andere Arten der Rohrverbindungen.
In Gasinstallationen werden Gewindeverbindungen zunehmend durch für die Gasanwendung ebenfalls zertifizierte Pressverbinder verdrängt.
Hersteller von Fittings und Rohrleitungsarmaturen verwenden die unten genannten Kennbuchstaben zur Angabe der vorgesehenen Rohranschlüsse:
- Rp – kennzeichnet ein konisches Außengewinde, gefolgt von der Größe in Zoll
- Rp – kennzeichnet ein zylindrisches Innengewinde, gefolgt von der Größe in Zoll

Übliche Größen sind R1⁄4″, R3⁄8″, R1⁄2″, R3⁄4″, R1″, R11⁄4″, R11⁄2″ usw.

### Pneumatik
Je nach Luftdurchsatz werden die verschiedenen Größen bis G3″ benutzt.

### Tauchflaschenventil
Bei Tauchflaschenventilen wird in der EU bei Druckluft das (Innen-)Gewinde G5⁄8″ eingesetzt. In Deutschland ist bei Nitrox- und Trimix-Füllungen über 21 % Sauerstoff (O2) das Gewinde M26x2 vorgeschrieben – in der Praxis wird allerdings häufig trotzdem G5⁄8″ benutzt. Lebensgefährliche Verwechselungen sind somit nicht ausgeschlossen, der Betreiber ist im Schadensfall haftbar.

### Flüssigkeitskühler
Flüssigkeitskühler für Leistungshalbleiter, Hochleistungs-Laserdioden oder auch Computer-Wasserkühlungen und deren Wasser/Luft-Wärmetauscher verwenden sowohl kegelige als auch zylindrische Whitworth-Rohrgewinde. In Deutschland ist das G1⁄4″ sowie das G1⁄8″ Gewinde das gängigste, u. a. für Computerkühlungen. In anderen Ländern herrschen G3⁄8″ oder – vor allem in den amerikanischen Ländern – das örtlich übliche NPT-Gewinde (NPT: National Pipe Thread – US-amerikanische Gewindenorm für Rohrverschraubungen) vor.

## Gängige Whitworth-Rohrgewinde
Maßtabelle der gängigsten Whitworth-Rohrgewinde (BSP) (Rohrdurchmesser siehe unter Nennweite):
- Flankenwinkel nach EN 10226-1 rechtwinklig zur Rohrachse: 55°
- G Gewinde (zylindrisch, nicht dichtend) DIN 259 (ISO 228) (innen);
  - Kennung: G (z. B. G 1″) [zur Unterscheidung sind z. T. IG (Innengewinde) und AG (Außengewinde) gebräuchlich]
- R Gewinde (kegelig, dichtend bis 26 mm) EN 10226 (alt DIN 2999) (ISO 7/1) Rp-R BS 21 (BSP-BSPT) Kegel 1:16;
  - Kennung Außengewinde (kegelig): R (z. B. R 1″)
  - Kennung Innengewinde (zylindrisch): Rp (z. B. Rp1″)[9] (wenig gebräuchlich, Neuanwendungen sollen vermieden werden)

| Gewinde in Zoll | Windungen je Zoll | Innendurchmesser | Innendurchmesser | Bohrer- durchmesser (in mm) | Gewinde- durchmesser (in mm) |
| Gewinde in Zoll | Windungen je Zoll | minimal (in mm)  | maximal (in mm)  | Bohrer- durchmesser (in mm) | Gewinde- durchmesser (in mm) |
| --------------- | ----------------- | ---------------- | ---------------- | --------------------------- | ---------------------------- |
| G1⁄16           | 28                | 06,561           | 06,843           | 06,80                       |                              |
| G1⁄8            | 28                | 08,566           | 08,848           | 08,80                       | 9,728                        |
| G1⁄4            | 19                | 11,445           | 11,890           | 11,80                       | 13,157                       |
| G3⁄8            | 19                | 14,950           | 15,395           | 15,25                       | 16,662                       |
| G1⁄2            | 14                | 18,631           | 19,172           | 19,00                       | 20,95                        |
| G5⁄8            | 14                | 20,587           | 21,128           | 21,00                       | 22,91                        |
| G3⁄4            | 14                | 24,117           | 24,658           | 24,50                       | 26,44                        |
| G7⁄8            | 14                | 27,877           | 28,418           | 28,25                       | 30,201                       |
| G1              | 11                | 30,291           | 30,931           | 30,75                       | 33,25                        |
| G11⁄8           | 11                | 34,939           | 35,579           | 35,30                       | 37,897                       |
| G11⁄4           | 11                | 38,952           | 39,592           | 39,25                       | 41,910                       |
| (G13⁄8)         | 11                | 41,365           | 42,005           | 41,70                       | 44,323                       |
| G11⁄2           | 11                | 44,845           | 45,485           | 45,25                       | 47,803                       |
| (G15⁄8)         | 11                | 49,030           | 49,670           | 49,50                       |                              |
| G13⁄4           | 11                | 50,788           | 51,428           | 51,10                       | 53,746                       |
| G2              | 11                | 56,656           | 57,296           | 57,00                       | 59,61                        |
| G2 1⁄4          | 11                | 62,752           | 63,392           | 63,10                       |                              |
| (G2 3⁄8)        | 11                | 66,440           | 67,080           | 66,90                       |                              |
| G2 1⁄2          | 11                | 72,226           | 72,866           | 72,60                       |                              |
| G2 3⁄4          | 11                | 78,576           | 79,216           | 78,90                       |                              |
| G3              | 11                | 84,926           | 85,566           | 85,30                       |                              |

Die Tabelle für kegelige R-Gewinde ist identisch, mit dem Unterschied, dass es ein Kegelverhältnis von 1:16 aufweist.
| Benennung                                                             | Profilskizze                        | Flanken- winkel | Kenn- buchstaben | Kurzbezeichnung a Beispiel              | Nenngröße (in Zoll)                     | nach Norm                                  | Anwendung                                              | Anwendung                                              |
| --------------------------------------------------------------------- | ----------------------------------- | --------------- | ---------------- | --------------------------------------- | --------------------------------------- | ------------------------------------------ | ------------------------------------------------------ | ------------------------------------------------------ |
| zylindrisches Rohrgewinde für nicht im Gewinde dichtende Verbindungen |                                     | 55°             | G                | G 1 ⁄2 A G 1 ⁄2 B                       | 1⁄16 … 6                                | ISO 228-1                                  | Außengewinde für Rohre, Rohrverbindungen und Armaturen | Außengewinde für Rohre, Rohrverbindungen und Armaturen |
| zylindrisches Rohrgewinde für nicht im Gewinde dichtende Verbindungen | G 1 ⁄2                              | 55°             | G                | Innengewinde für Fittings und Armaturen | Innengewinde für Fittings und Armaturen | ISO 228-1                                  |                                                        |                                                        |
| zylindrisches Rohrgewinde für nicht im Gewinde dichtende Verbindungen | G 3⁄4                               | 55°             | G                | 3⁄4, 1, 2                               | DIN 6630                                | Außengewinde für Fassverschraubungen       | Außengewinde für Fassverschraubungen                   |                                                        |
| zylindrisches Rohrgewinde für nicht im Gewinde dichtende Verbindungen | ohne                                | 55°             | 5 1⁄2            | 5 1⁄2                                   | DIN 6602                                | Außengewinde für Kesselwagen               | Außengewinde für Kesselwagen                           |                                                        |
| zylindrisches Rohrgewinde für im Gewinde dichtende Verbindungen       | Rp                                  | 55°             | Rp 1⁄2           | 1⁄16 … 6                                | EN 10226-1                              | Innengewinde für Gewinderohre und Fittings | Innengewinde für Gewinderohre und Fittings             |                                                        |
| zylindrisches Rohrgewinde für im Gewinde dichtende Verbindungen       | Rp                                  | 55°             | Rp 1⁄8           | 1⁄8 … 1 ⁄2                              | DIN 3858                                | Innengewinde für Rohrverschraubungen       | Innengewinde für Rohrverschraubungen                   |                                                        |
| kegeliges Rohrgewinde für im Gewinde dichtende Verbindungen           | Kegelverhältnis zur Rohrachse: 1:16 | 55°             | R                | R 1⁄2                                   | 1⁄16 … 6                                | EN 10226-1                                 | Außengewinde für Gewinderohre und Fittings             | Außengewinde für Gewinderohre und Fittings             |
| kegeliges Rohrgewinde für im Gewinde dichtende Verbindungen           | Kegelverhältnis zur Rohrachse: 1:16 | 55°             | R                | R 1⁄8-1                                 | 1⁄8 … 1 ⁄2                              | DIN 3858                                   | Außengewinde für Rohrverschraubungen                   | Außengewinde für Rohrverschraubungen                   |